# Лунківський заказник
Лу́нківський зака́зник — лісовий заказник загальнодержавного значення в Україні. Розташований у Сторожинецькому районі Чернівецької області, на південний захід від смт Красноїльськ (неподалік від туристичного табору «Лунка»). 
Площа 106 га. Статус присвоєно згідно з Постановою Ради Міністрів УРСР від 28.10.1974 року № 500. Перебуває у віданні ДП «Сторожинецький лісгосп» (Красноїльське лісництво). 

## Рослинність
На південних і західних схилах г. Горсулуй (866 м), що в Покутсько-Буковинських Карпатах, охороняється ялиново-ялицево-буковий праліс з участю клена гостролистого та явора. Окремі дерева бука досягають 200-річного віку. Підлісок представлений бузиною чорною та вовчими ягодами звичайними. У трав'яному покриві з рідкісних рослин трапляються зубниця бульбиста, маренка запашна, квасениця звичайна, плющ звичайний, папороть страусове перо, а також любка дволиста, занесена до Червоної книги України.

## Тваринний світ
Багатий тваринний світ: трапляються олень благородний, сарна європейська, ведмідь бурий, рись євразійська, куниці (кам'яна та лісова) тощо. 
Заказник має велике науково-пізнавальне та природоохоронне значення.

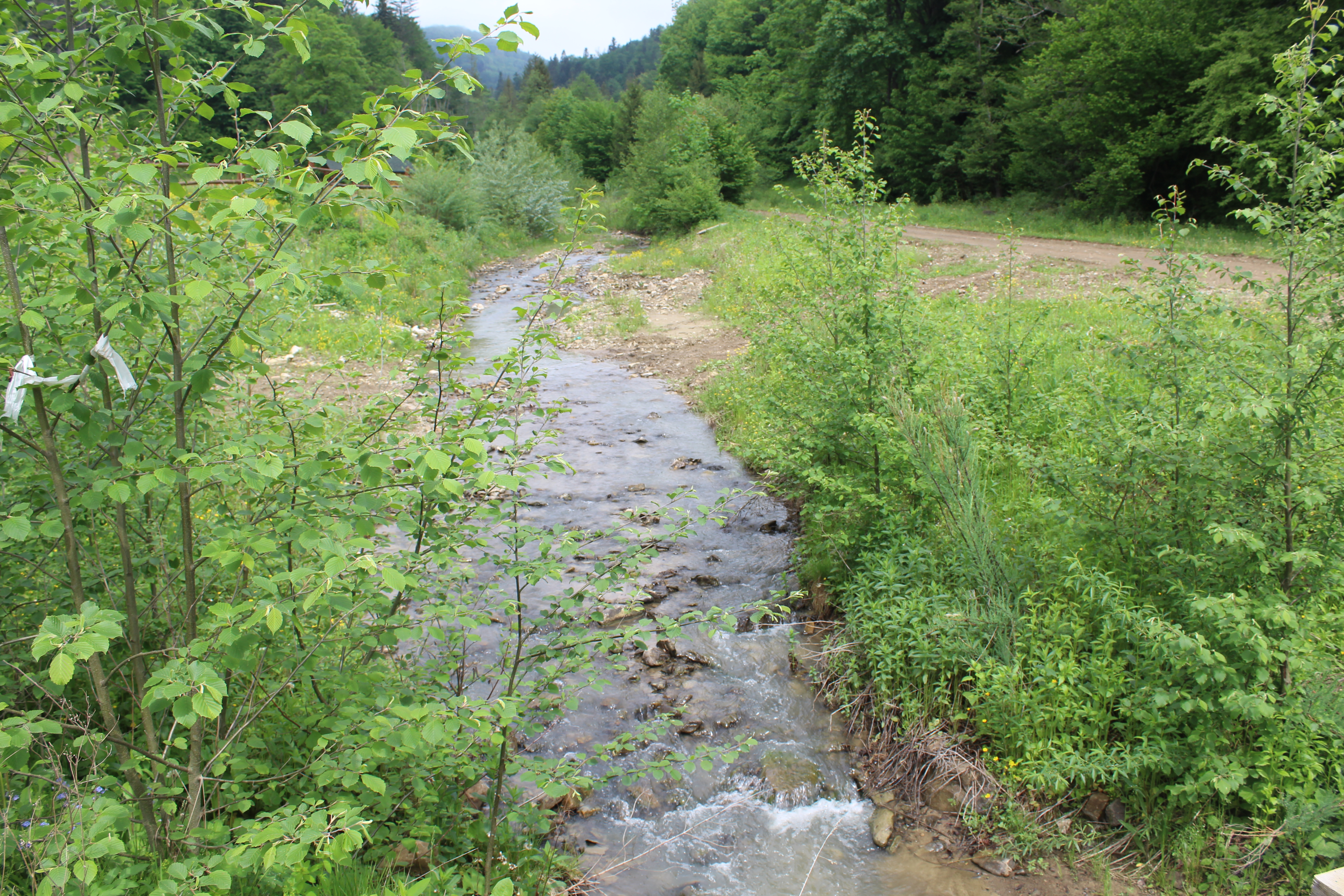